# Kaptol (Zagreb)

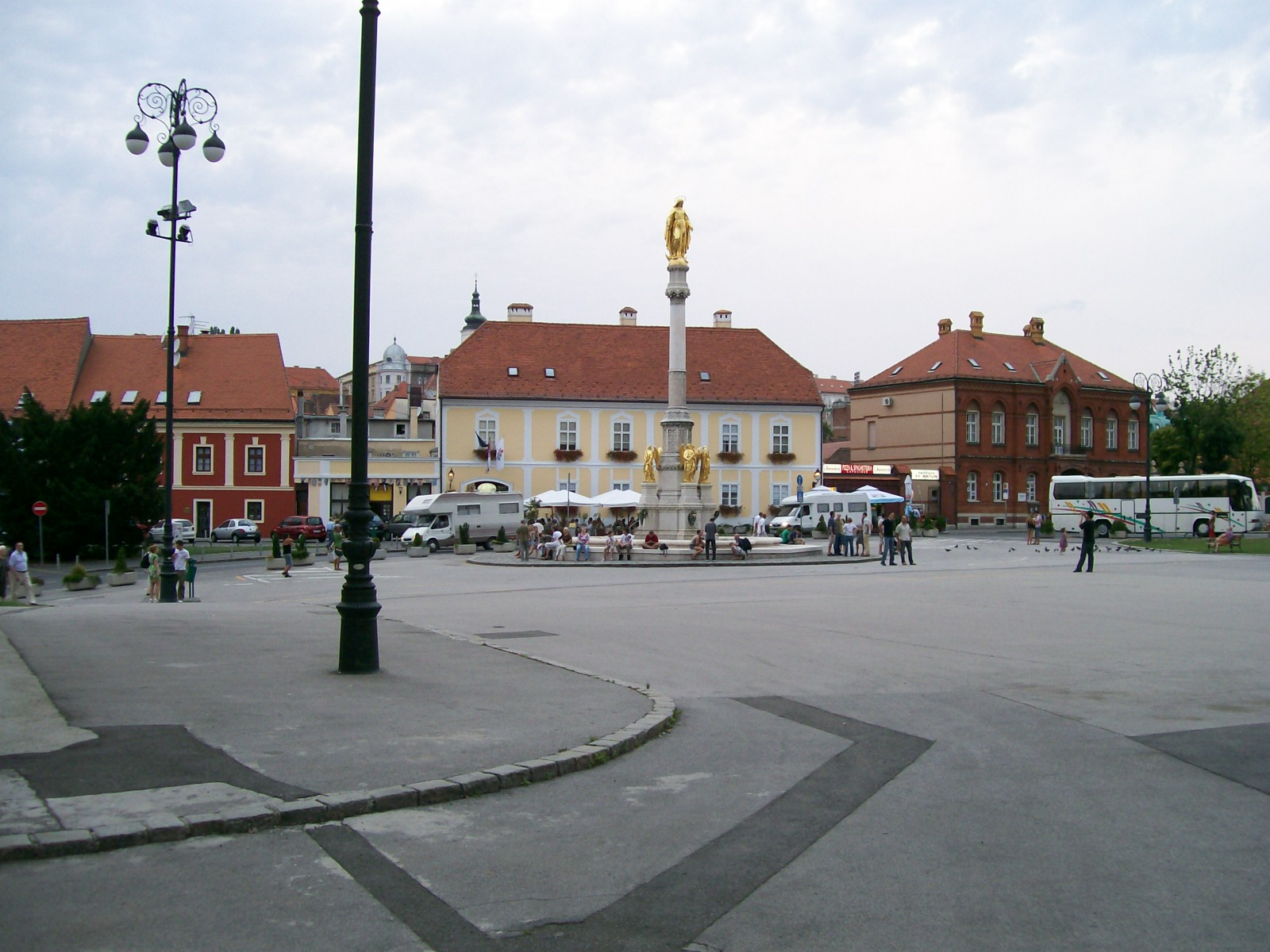
Kaptol

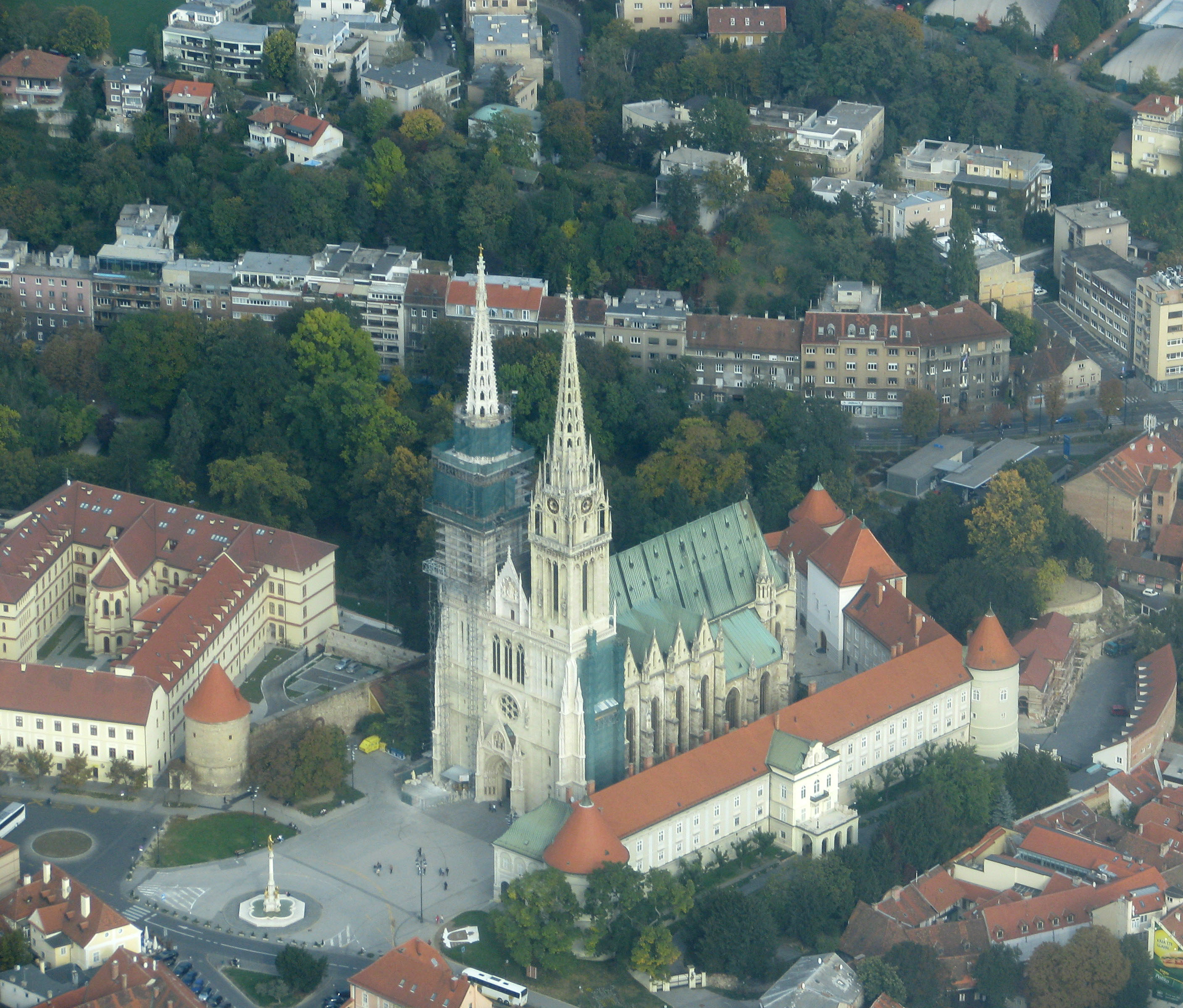
Kathedrale von Zagreb

Kaptol ist der historische Stadtkern von Zagreb, der Hauptstadt Kroatiens. In Kaptol befindet sich auch die Kathedrale von Zagreb, die Hauptkirche des Erzbistums Zagreb.

## Geschichte
Der Name Kaptol, der sich aus dem lateinischen Wort für Kapitel, Capitulum, ableitet, wurde zum ersten Mal im Jahr 1094 benutzt, als König Ladislaus I. das Bistum Zagreb gründete. Die Residenz des Bischofs und die Kathedrale lagen im südöstlichen Teil von Kaptol. Vlaška Ves (heute die Vlaška-Straße), ein dörflicher Vorort, der dem Bischof des Bistums Zagreb gehörte, lag südöstlich der Kathedrale. Er wurde im Jahre 1198 erstmals erwähnt. Die Kaptol-Straße existiert auch heute noch und ist die Hauptstraße von Kaptol. Sie führt von Nord nach Süd bis zur heutigen Bakačeva-Straße und dem Ban-Jelačić-Platz. Früher lagen die Häuser der Kanoniker an dieser Straße.
Die Kathedrale wurde 1217 gebaut, aber im Jahr 1242 von den Tataren schwer beschädigt. Sie wurde 1263 restauriert und umgebaut. Kaptol war rechteckig, mit dem südlichen Tor an der Bakačeva-Straße und dem nördlichen Tor an der Degen-Straße, wo heute die Miroslav-Krleža-Grundschule (benannt nach dem Schriftsteller Miroslav Krleža; umgangssprachlich Kaptol-Schule) steht.
Im Mittelalter hatte Kaptol keine Verteidigungsanlage, nur Lattenzäune aus Holz, die mehrmals zerstört und umgebaut wurden. Die ersten wahren Mauern und Türme um Kaptol wurden zwischen 1469 und 1473 gebaut. Der Prislin-Turm in der Nähe der Kaptol-Schule ist einer der gut erhaltenen Türme aus dieser Zeit. 1493 drangen die Osmanen bis nach Sisak vor. Darum baute der Zagreber Bischof zwischen 1512 und 1520 eine Verteidigungsanlage um die Kathedrale und seine Residenz. Alle Wände außer der Wand vor der Kathedrale stehen auch heute noch. Letztere wurde bei einem Umbau von Kaptol im Jahr 1907 zerstört.
Im 13. Jahrhundert wurden zwei gotische Kirchen in Kaptol gebaut: St.-Frank-Kirche (Franziskaner) und St.-Maria-Kirche. Die St.-Maria-Kirche wurde im 17. und 18. Jahrhundert mehrmals umgebaut. In der Opatovina-Straße sieht man noch jetzt die kleinen alten Häuser der Kanoniker, aber am Dolac wurden 1926 mehrere Gassen und kleine Straßen zerstört, um einen Markt zu bauen. Im Jahr 1334 gründeten die Kanoniker aus Kaptol eine Leibeigenenkolonie nördlich von Kaptol. Diese Kolonie wurde die Nova-Ves-Straße.
Kaptol ist heute ein Teil des Stadtbezirkes Gornji Grad-Medveščak. Es liegt an der Kaptol-Straße und der Ribnjak-Park liegt östlich davon. Das Kaptol Centar (Einkaufszentrum) befindet sich in Kaptol an der Nova Ves und der Tkalčićeva-Straße.